# 和歌山県道175号湯浅広港湯浅停車場線
和歌山県道175号湯浅広港湯浅停車場線（わかやまけんどう175ごう ゆあさひろこうゆあさていしゃじょうせん）は、和歌山県有田郡湯浅町を通る一般県道である。

## 概要
有田郡湯浅町大字湯浅からJR西日本紀勢本線 湯浅駅前に至る。

### 路線データ
- 起点：和歌山県有田郡湯浅町大字湯浅（和歌山県道23号御坊湯浅線上）
- 終点：和歌山県有田郡湯浅町大字湯浅（JR西日本紀勢本線 湯浅駅前）
- 実延長：1.2 km

## 歴史
- 1959年（昭和34年）5月14日 - 和歌山県が一般県道として湯浅広港湯浅停車場を認定[1]。
- 2024年（令和6年）2月27日 - 和歌山県告示第183号により和歌山県道23号御坊湯浅線の追加指定に伴い、起点から広橋の北までの区間が和歌山県道23号御坊湯浅線の重複区間となる[2]。

## 路線状況

### 重複区間
- 和歌山県道23号御坊湯浅線（有田郡湯浅町大字湯浅）

## 地理

### 通過する自治体
- 和歌山県
  - 有田郡湯浅町

### 交差する道路
| 交差する道路                          | 交差する場所 | 交差する場所 |
| ------------------------------------- | ------------ | ------------ |
| 和歌山県道23号御坊湯浅線 重複区間起点 | 大字湯浅     | 起点         |
| 和歌山県道23号御坊湯浅線 重複区間終点 | 大字湯浅     |              |

### 沿線
- 有田湯浅警察署 湯浅駅前交番
- JR西日本紀勢本線 湯浅駅